# Körmendi nagy platán
A körmendi nagy platán Körmenden, a Batthyány-kastély parkjának déli részén található juharlevelű platánfa (Platanus x acerifolia), amelynek törzskerülete 7,8 m, magassága 35 m, koronaátmérője 45 m. A fát az 1820-as években ültette feltehetően egy, a Batthyány család alkalmazásában álló kertész. Az évszázadok során tanúja volt több rábai árvíznek, a gát építésének, a Batthyány család körmendi tevékenységének, valamint számtalan helyi rendezvénynek. 1919-ben, a Magyarországi Tanácsköztársaság évében a fa legalsó négy ágát a kommunisták levágták, miután a fa környékét labdarúgóhelynek jelölték ki.
A körmendi hagyomány azt tartja, hogy a platánfa előtti területen zajlott 1664-ben a vasvári békekötést megelőző első tárgyalás Simon Reniger von Renningen császári megbízott és Köprülü Ahmed török nagyvezír között.